# Canadese tank op de Langenberg

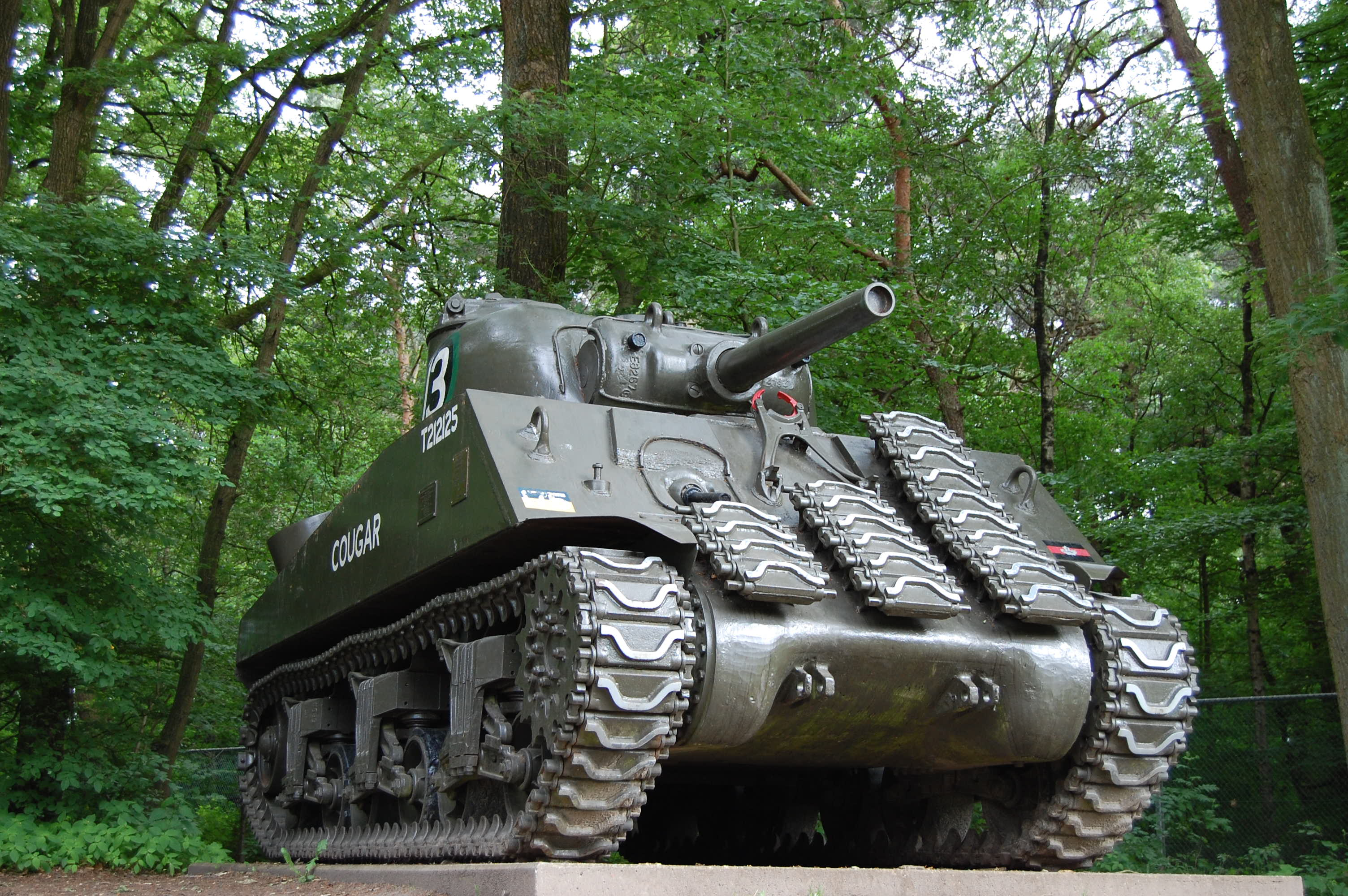
M4 Sherman van het Canadese Calgary regiment

De Canadese tank op de Langenberg is een oorlogsmonument in Ede.

## Beschrijving
Het monument is een gerestaureerde M4 Shermantank uit de Tweede Wereldoorlog. De tank werd gebruikt door het het Canadese Calgary regiment, een onderdeel van de Britse Polar Bear divisie (49th (West Riding) Infantry Division) die op 17 april 1945 Ede bevrijdde.

## Restauratie
De tank is afkomstig uit het depot Soesterberg, en door het Ministerie van Defensie beschikbaar gesteld. Hij is in Ede door in Lahr (Duitsland) gelegerde militairen van het 8th Husar Regiment gerestaureerd met steun van de gemeente Ede, bedrijven uit Ede en individuele personen. In 1990 werd de tank overgebracht naar de huidige locatie waar hij op een sokkel werd geplaatst. De tank is 2 meter 50 hoog en breed en is 5 meter lang. Op de tank zijn twee koperen platen aangebracht en naast de tank staat een plaquette. Op een van de koperen platen staan de namen van alle bedrijven en personen die hebben meegeholpen om de tank op die locatie te krijgen, op de tweede koperen plaat staat informatie over de restauratie van de tank.

## Onthulling
Het tankmonument werd op 5 mei 1990 onthuld door burgemeester van Ede Pim Blanken en twee Canadese veteranen, J. Davies en R.J. Maltby. Op de plaquette staat de tekst:
Bevrijding Ede.
 Op 17 april 1945 is Ede bevrijd door het Canadese Calgary regiment met Sherman tanks,
deze eenheid maakte deel uit van de Britse Polar Bear divisie.

## Locatie
De tank staat langs de N224 bij De Langenberg in Ede, vlak bij twee voormalige militaire kazernes. Deze locatie is uitgekozen omdat dit volgens historische documenten de locatie was waar de tanks het grondgebied van Ede binnenrolden.